# 星盟
星盟（英語：Covenant）是以一群虛構外星種族組成的神權政治軍事聯盟，在電子遊戲《最後一戰》系列首要三部曲中擔任主要對立角色。牠們由各式各樣的物種組成，並在對先行者的宗教崇拜下團結起來，且牠們相信稱為「光環」的先行者環形世界將帶來一條通往救贖的路。在星盟的領導者高等先知譴責人類褻瀆了牠們的神，聲稱消滅人類是「牠們神的意志，而星盟則是神的工具」；這使較為高等的外星人們企圖對科技較低等的人類發起長期性的種族滅絕運動。
星盟最初於2001年的系列首作《最後一戰：戰鬥進化》中登場，並是玩家角色——人類超級戰士士官長的敵人。但星盟並未意識到「光環」是具毀滅性的武器而非救贖，且還企圖在該系列中的兩個不同場合將「光環」啟動，並在這過程中無意釋放了一種被稱為蟲族的致命性寄生體。
為將星盟中各種不同的種族創作其獨特的外貌，發行商Bungie的美術人員從爬行動物、熊類和鳥類等動物的特徵中吸取靈感。星盟大多被設計成具有紫色和反光表面的外表來作為其設計方案，以為了將外星人與人類作出區隔。星盟已獲得了評論家普遍正面的反響，他們大多稱讚該組織為玩家所提供的挑戰；但也有些評論家對於在《最後一戰3》中的主要敵人從精英變為鬼面獸而感到遺憾，並反過來稱讚牠們在《最後一戰：瑞曲之戰》中的回歸。

## 發展
與《最後一戰》宇宙中大多數的角色及物種一樣，星盟也是從初步概念起不斷更改，直到系列首作《最後一戰：戰鬥進化》中首次登場而定案。在遊戲的發展過程中，設計師決定建立三種「流派」，分別代表著每個種族——人類、星盟和先行者。設計團隊對於星盟的外觀設計上決定採用「光滑且具光澤」，以及具有反光表面、有機形狀及紫色調的運用。
星盟的科技、建築和設計在整個開發過程中不斷變化，有時原因出自於現實因素和美學。據Bungie的美術人員艾瑞克·阿羅約（Eric Arroyo）的說法，在《最後一戰：戰鬥進化》中發揮重要作用的星盟船艦「真理與和解」（Truth and Reconciliation）原本能透過長斜坡來讓玩家角色上船。但要讓一艘完全紋理化的船靠近玩家，因技術上的考量，設計師想出了一個「重力升降」的裝置，這使得船能在較遠的距離將玩家送上船（因此也不需要將細節處理得太精細），且還為星盟的科技增添了「視覺上的樂趣」。
美術團隊也花了大量時間在星盟的武器上，好讓它們適合外星人且還能被玩家識別。與此同時，設計師希望星盟科技的各種方面能夠合理化的呈現，特別是其載具。最終在電影和其他媒體上發現並攝取了各方面的靈感，以用於星盟的科技設計上。

## 物種
為了設計星盟的各種外星物種，從各種活體動物及電影中獲取靈感；為此，星盟中的物種具有著類人猿、爬行動物、鳥類和熊類等動物的特徵。

### 精英（）
精英是遊戲中最強且最棘手的敵人（和盟友）之一，來自桑赫里奧斯（Sanghelios）牠們在星盟語言中被稱為。牠們的身高約8英尺0英寸（2.44）左右，且擁有獨特的能量護甲。精英最初的嘴巴相當簡易，之後發展成有著成對的下頜骨來取代下頜。的概念藝術設計王世凱（Shi Kai Wang）表示，負責人傑森·瓊斯曾一度堅持賜給精英們一條尾巴。雖然王世凱認為這會讓外星人看起來過於動物化，但這項概念最後基於現實考量而放棄，其中包括精英駕駛載具時其尾巴該擺向何方。王世凱表示：「有一次，我們考慮過只讓精英們把牠們的尾巴向前拉於牠們的兩腿間，」「但是[我們]放棄了...原因很明顯。」據美術人員保羅·羅素（Paul Russel）的說法，當被微軟收購且使《最後一戰》成為Xbox旗下的作品時，微軟對精英的設計提出了質疑，因為他們覺得精英和貓的相似之處可能會為此不受日本消費者的歡迎。

### 野豬獸（Grunts／Unggoy）
在其他種族中又被稱作，來自於巴拉荷（Balaho）星球，在遊戲中經常被視作砲灰。如果玩家或NPC殺死牠們的指揮官，野豬獸們便會被塑造成會抱頭下蹲且懦弱的戰士，並會打亂陣型、恐慌和臨陣脫逃。且牠們也因時常在高風險的情況下對敵人進行自殺攻擊而聞名，野豬獸們會在每隻手中握著等離子手榴彈而跑向敵人，企圖殺死對手或牠們自己。在小說《最後一戰：瑞奇之殞》和《最後一戰：蟲族肆虐》中，野豬獸戴有甲烷呼吸器且被形容成像狗一樣。牠們也會穿戴著甲烷套裝，以使牠們拿下平時佩戴的呼吸裝置以在沒有甲烷的環境中維持生命。在《最後一戰：瑞曲之戰》中，如果玩家以某種特定方式殺死野豬獸，那牠們揹著的甲烷罐就會點燃並使其失控亂飛、在整個區域反彈，此時的牠們如果擊中玩家則會造成傷害。

### 豺狼和散兵（Jackals & Skirmishers／Kig-Yar）
豺狼又被稱作，來自於繞著Chu'ot的贊恩（Eayn）星球，會攜帶能量盾牌或遠程武器來作戰。其盾牌或盔甲顏色代表著種姓的階級。豺狼的整體設計曾經過重整，並已確認了擔任敵人的定位。牠們的外表看起來像鳥類動物或猛禽。這種特殊物種沒有像其他物種一樣加入星盟，而是以僱傭兵的身份工作；這主要是因牠們遵循著海盜般的文化，而非其他物種的宗教信仰。在《最後一戰：豐饒星戰役》一書中，據透露，豺狼是星盟中第一個遇見人類的物種。由此產生的事件引發了人類與星盟戰爭的開端。

### 獵人（）
依的設定，獵人又稱為，來自於泰行星（Te），是由大量被稱為的蠕蟲生物的集體體，並包覆於堅硬的裝甲之中。最初的概念設計比最終定案看起來更像人形、更軟（裝甲較少）、帶有角盾和鋒利的尖刺。獵人還配備了重型等離子連發砲並還帶有大盾牌。

### 工程師（Engineers／Huragok）
會漂浮且安靜的外星生物被稱為工程師或，雖然從《最後一戰：戰鬥進化》中被拔除，但後來在《最後一戰》小說中現身。工程師不具備任何實戰用途，雖然在遊戲《最後一戰3：ODST》、《最後一戰：星環戰役》及《最後一戰：瑞曲之戰》中會出手幫助玩家或敵人。牠們實際上是由被先行者創造的人造生命形式，在被星盟奴役後用來建造、修復和維護星盟的技術。

### 先知（）
先知又被稱為，來自於真主國星（Janjur Qom），為星盟的皇家統治者；主要由王世凱與艾瑞克·阿羅約設計。先知會坐在一個浮空且可動的王座上，並與自身的有機結構融合在一起。先知在角色上被設計成弱氣又邪惡。此外，三個先知掌權者是各自獨立設計的。

### 鬼面獸（Brutes／Jiralhanae）
於《最後一戰2》中新增的戰鬥部隊之一，來自於多姆薩克（Doisac）星球。鬼面獸的身體比精英更高大、更強壯，牠們的社會圍繞著部落首領所組織起來。受到動畫師觀看摩托車電影的啟發，鬼面獸融入了猿猴和熊的元素，同時保留了外星人的外貌。王世凱對該生物的最終概念充滿了子彈帶和人類頭骨，這些在遊戲中皆被簡化。鬼面獸的設計目的是為了象徵星盟濫用的外星武力，且據設計主管傑米·格里瑟梅（Jaime Griesemer）所述，鬼面獸就是個「羅馬的野蠻人」。
對於《最後一戰》三部曲的最後一作——《最後一戰3》，設計師必須讓星盟精細化，以配合遊戲登陸效能更強大的Xbox 360硬體。對《最後一戰2》中的鬼面獸並不滿意；牠們是在開發後期才添加，這導致鬼面獸僅像是個「壞掉的海綿」且「對戰鬥沒有興趣」。且牠們的設計也很一般，就只是個有著子彈帶的毛猿（不禁使人聯想到《星際大戰》的丘巴卡）。隨著精英們在遊戲故事中離開星盟，鬼面獸成為了玩家的主要敵人，這需要徹底改變該角的行為和設計。概念藝術家從犀牛和大猩猩中獲取靈感來設計該角的新樣貌。設計師增加了帶有搭扣、手套和皮帶的盔甲，使其更符合星盟的美學；而其服裝和頭盔更佳華麗，且戰鬥經驗變得老練。盔甲旨在向物種傳達文化和傳統，並強調牠們的素質和力量。在《最後一戰3》中的設計取自古希臘斯巴達人。角色動畫師在的一個帶墊子的房間中記錄了新鬼面獸的動作。此外，鬼面獸還變得更加聰明，如鬼面獸隊長（Brute Leaders）在指揮大規模行動的同時還會向玩家投擲手榴彈。

### 兵蜂（）
於《最後一戰2》中首次出現的戰鬥部隊，又被稱為，牠們來自於帕拉莫克（Palamok）星球（是個環境與地球相似的星球）。由於兵蜂在遊戲的動作表現上須包含了行走、跑步、爬行或飛行，這讓動畫師在製作時感到有些困難。來自《最後一戰：戰鬥進化》的舊概念藝術被重新用於設計兵蜂設計的最終定案。兵蜂的外表取自蟑螂、蚱蜢和黃蜂的特徵。

## 外部連結
- 在Halowaypoint.com的星盟簡介 （页面存档备份，存于）